# Oberea auriventris
Oberea auriventris là một loài bọ cánh cứng trong họ Cerambycidae.